# Carex asperifructus
Espèce
Classification phylogénétique
 Carex asperifructus est une espèce de plantes du genre Carex et de la famille des Cyperaceae.